# Барей (коммуна)
Баре́й (фр. Bareilles, окс. Era Varelha) — коммуна во Франции, находится в регионе Юг — Пиренеи. Департамент — Верхние Пиренеи. Входит в состав кантона Бордер-Лурон. Округ коммуны — Баньер-де-Бигор.
Код INSEE коммуны — 65064.

## География
Коммуна расположена приблизительно в 680 км к югу от Парижа, в 115 км юго-западнее Тулузы, в 50 км к юго-востоку от Тарба.
По территории коммуны протекает река Ласти (фр. Lastie). Большую часть территории коммуны занимают леса.

## Климат
Климат умеренно-океанический с солнечной тёплой погодой и обильными осадками на протяжении практически всего года.

## Население
Население коммуны на 2010 год составляло 60 человек.
| 1962 | 1968 | 1975 | 1982 | 1990 | 1999 | 2010 |
| ---- | ---- | ---- | ---- | ---- | ---- | ---- |
| 96   | 102  | 80   | 69   | 57   | 67   | 60   |

## Администрация
| Период | Период | Фамилия      | Партия                              | Примечания |
| ------ | ------ | ------------ | ----------------------------------- | ---------- |
| 2001   | 2014   | Андре Каррер | Французская коммунистическая партия |            |
| 2014   | 2020   | Мишель Борд  |                                     |            |

## Экономика
В 2010 году среди 31 человек трудоспособного возраста (15—64 лет) 25 были экономически активными, 6 — неактивными (показатель активности — 80,6 %, в 1999 году было 69,2 %). Из 25 активных жителей работали 24 человека (14 мужчин и 10 женщин), безработной была 1 женщина. Среди 6 неактивных 2 человека были учениками или студентами, 2 — пенсионерами, 2 были неактивными по другим причинам.

## Фотогалерея

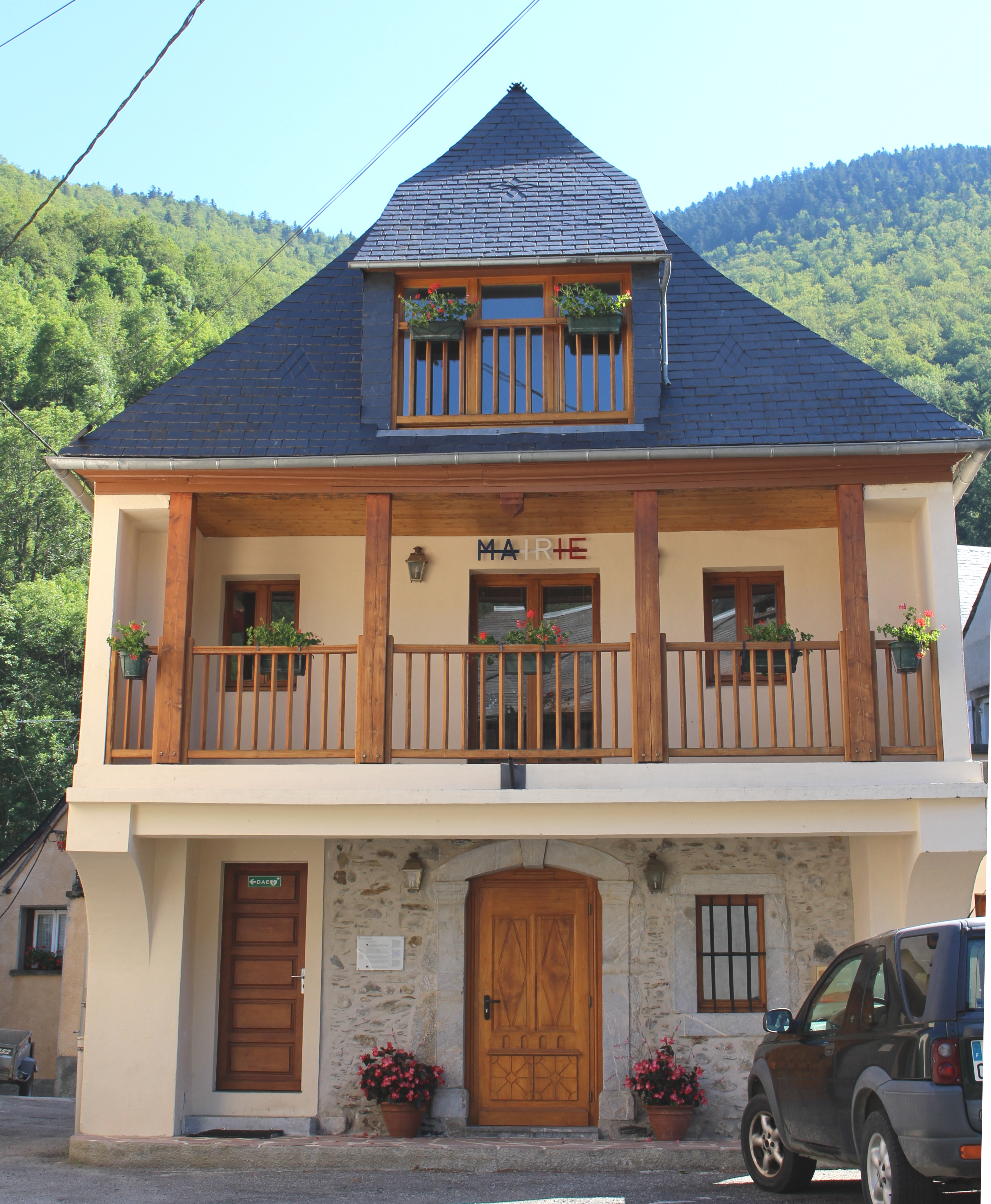
Мэрия
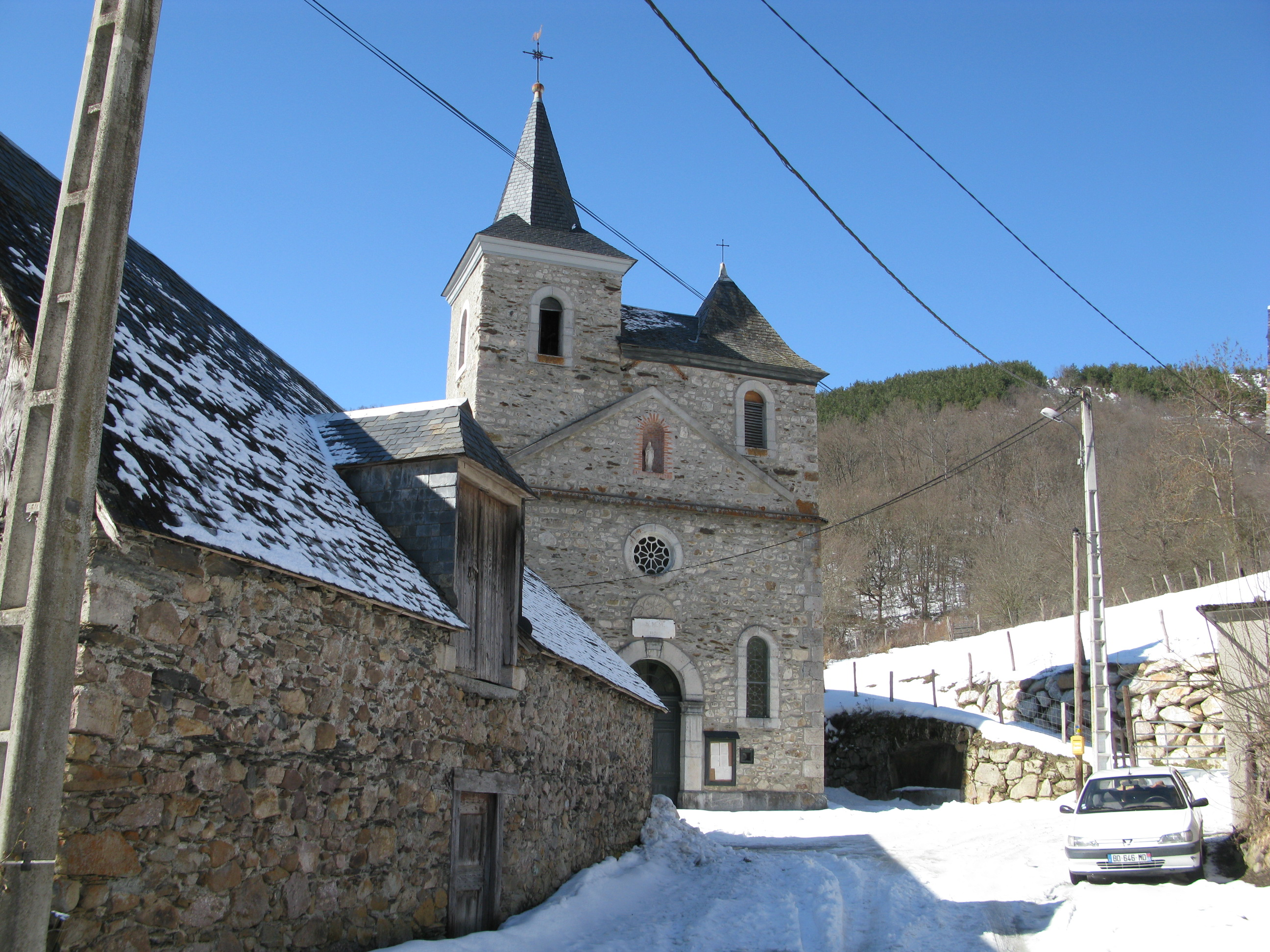
Церковь
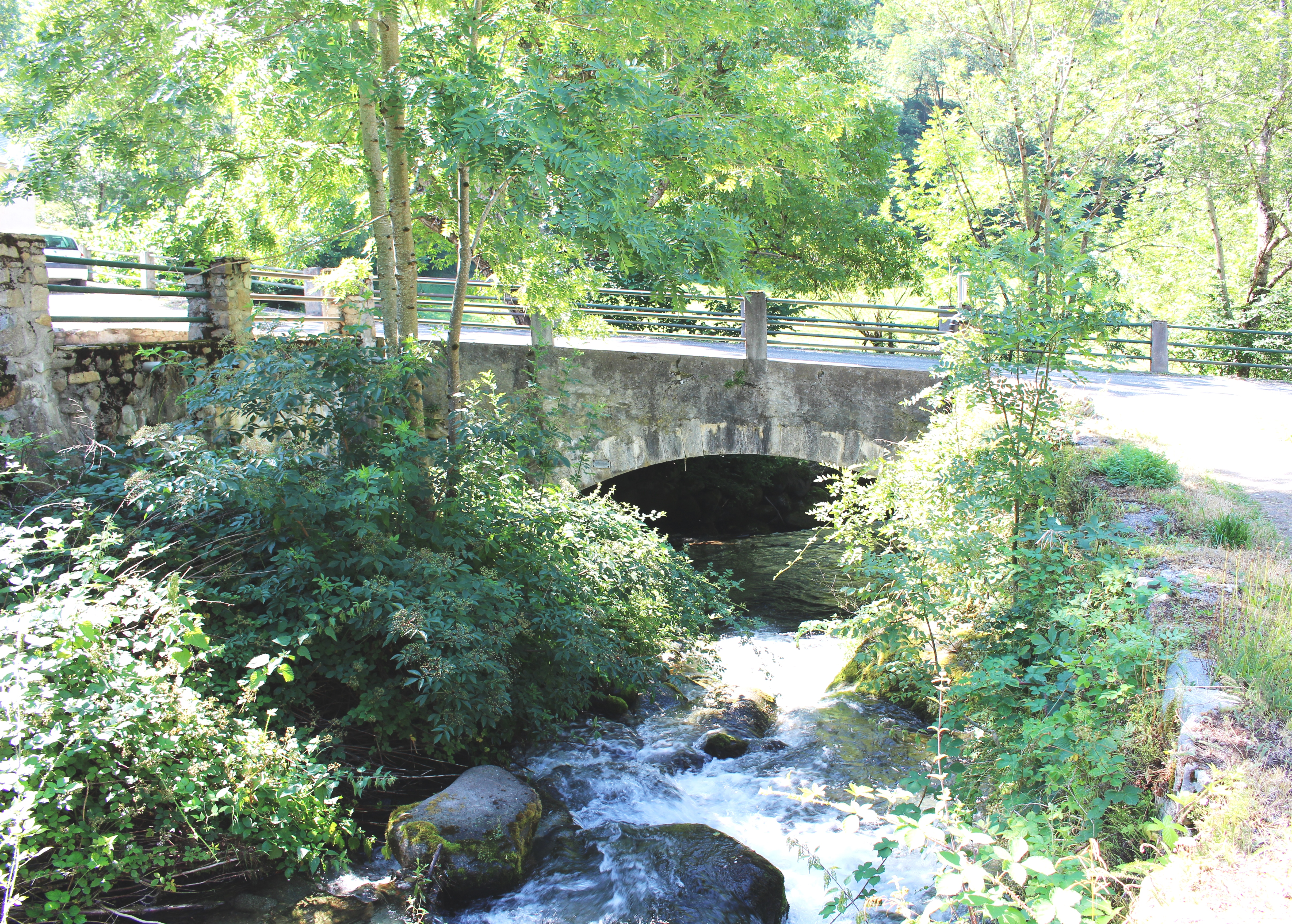
Долина Барей
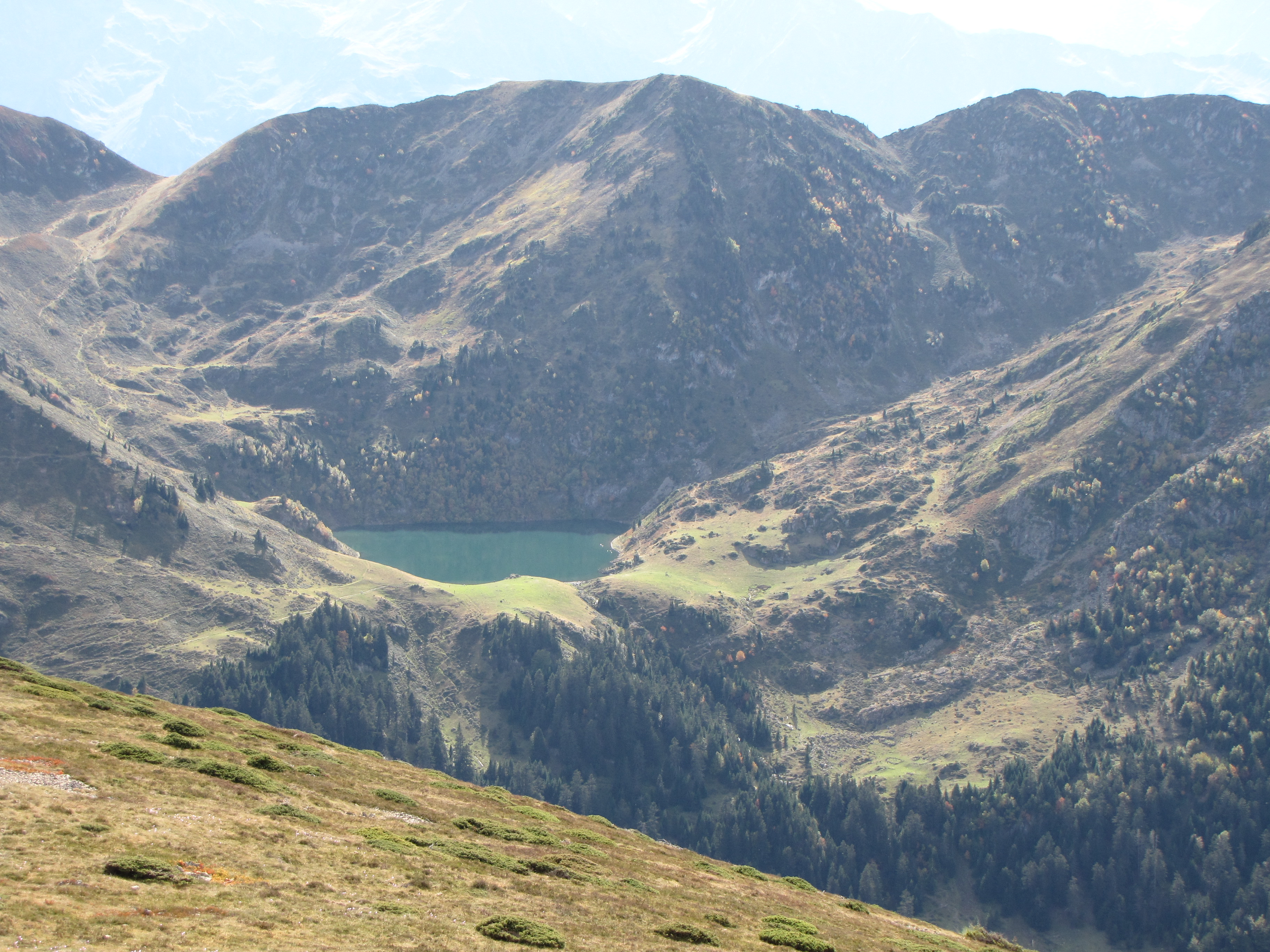
Озеро Барей[фр.]
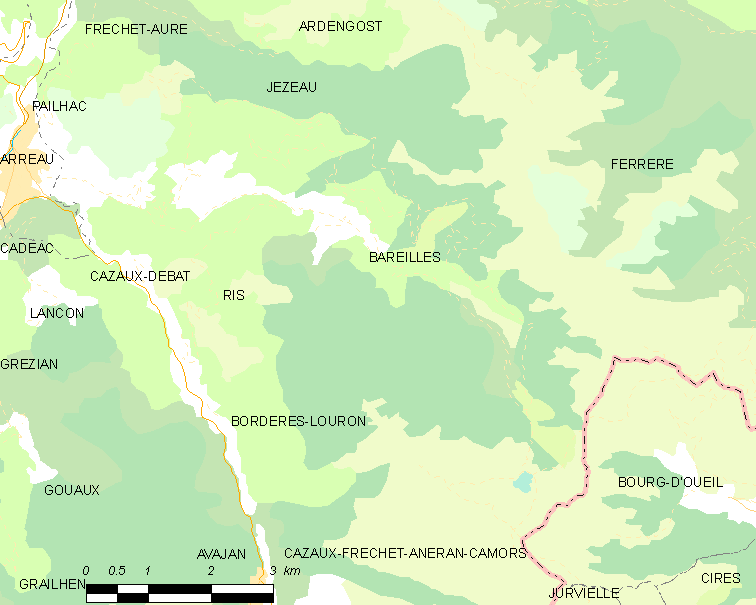
Карта коммуны